# 綾部仁喜
綾部 仁喜（あやべ じんき、1929年3月26日 - 2015年1月10日）は、東京出身の俳人。

## 人物・来歴
八王子生まれ。國學院大學文学部卒業。1953年「鶴」に入会、石田波郷、石塚友二に師事。1974年、小林康治創刊の「泉」に入会。1977年より「泉」編集を担当、1980年から「泉」編集長。1990年、石田勝彦より「泉」主宰を継承。1994年『撲簡』により第34回俳人協会賞、2008年『山王林だより』により第23回俳人協会評論賞、2009年『沈黙』により第9回俳句四季大賞受賞。2014年「泉」主宰を藤本美和子に譲り同顧問となる。「かたくりの花の韋駄天走りかな」（『樸簡』所収）など、韻文性が強く余情の深い句風が特徴。俳人協会評議員。日本文藝家協会会員。2015年1月、急性呼吸不全で死去。

## 著書
- 『山王』牧羊社、1983年
- 『樸簡』ふらんす堂、1995年
- 『寒木』ふらんす堂〈現代俳句叢書〉、2002年
- 『山王林だより』角川SSコミュニケーションズ（泉叢書）、2008年
- 『沈黙』ふらんす堂（泉叢書）、2008年

## 関連書籍
- 藤本美和子『綾部仁喜の百句』ふらんす堂、2014年